# Ullareds landskommun
Ullareds landskommun var en tidigare kommun i Hallands län. 

## Administrativ historik
Den inrättades i Ullareds socken i Faurås härad i Halland när 1862 års kommunalförordningar trädde i kraft 1863. 
Vid kommunreformen 1952 bildade den storkommun genom sammanläggning med landskommunerna Fagered och Källsjö.
Sedan 1971 tillhör området Falkenbergs kommun.
Kommunkoden 1952-1970 var 1321.

### Kyrklig tillhörighet
I kyrkligt hänseende tillhörde kommunen Ullareds församling. Den 1 januari 1952 tillkom Fagereds församling och Källsjö församling.

## Geografi
Ullareds landskommun omfattade den 1 januari 1952 en areal av 153,13 km², varav 145,14 km² land.

### Tätorter i kommunen 1960
I Ullareds landskommun fanns tätorten Ullared, som hade 418 invånare den 1 november 1960. Tätortsgraden i kommunen var då 22,2 procent.

## Politik

### Mandatfördelning i valen 1938-1966
| 15 | 2 |

| 16 |

| 4 | 7 | 2 | 4 |

| 15 |

| 4 | 7 | 2 | 4 |

| 16 |

| 7 | 4 | 11 | 3 | 5 |

| 27 |

| 7 | 13 | 4 | 6 |

| 25 | 5 |

| 6 | 15 | 4 | 5 |

| 27 |

| 7 | 14 | 4 | 5 |

| 26 |

| 5 | 15 | 4 | 6 |

| 24 | 6 |